# 2022-es Extreme E-bajnokság
A 2022-es Extreme E-bajnokság az Extreme E elektromos terepverseny-sorozat második szezonja volt. Február 19-én kezdődött a Szaúd-Arábiában található Desert X-Prix-szel. A versenyeken 10 csapat számos versenyzője vett részt. 
Az szezon bajnokai Cristina Gutiérrez és Sébastien Loeb lettek, akik a hétszeres Formula–1 világbajnok, Lewis Hamilton által indított Team X44 színeiben indultak.

## Versenynaptár
2021. szeptember 24-én megjelent egy ideiglenes ötfordulós naptár, amely magában foglalt egy afrikai eseményt Grönlandon vagy Izlandon, valamint két dél-amerikai versenyt is. 2021. december 22-én további módosításokat jelentettek be. Új futamokat Chilében, Uruguayban és egy óceániai futamot is Skóciában vagy Szenegálban. Utóbbit később, április 8-án pénzügyi problémák miatt törölték, Szardíniát pedig júliusra helyezték át, ezzel együtt dupla fordulót kapott.
| Forduló            | Dátum                   | Verseny              | Helyszín                |
| ------------------ | ----------------------- | -------------------- | ----------------------- |
| 1                  | 2022. február 19–20.    | Desert X-Prix        | Neom, Szaúd-Arábia      |
| 2                  | 2022. július 6–7.       | Island X-Prix I      | Szardínia, Olaszország  |
| 3                  | 2022. július 9–10.      | Island X-Prix II     | Szardínia, Olaszország  |
| 4                  | 2022. szeptember 24–25. | Copper X-Prix        | Antofagasta, Chile      |
| 5                  | 2022. november 26–27.   | Energy X-Prix        | Punta del Este, Uruguay |
| Törölt versenyek:  |                         |                      |                         |
|                    | 2022. május 7–8.        | Ocean X-Prix         | Skócia VAGY Szenegál    |
| 2022. július 9–10. | Arctic X-Prix           | Grönland VAGY Izland |                         |

### Lebonyolítás
A szezon kezdete előtt megreformálták a hétvégék lebonyolítást, azok után, hogy 2021-ben összeszedetlen és átláthatatlan volt a legtöbb helyszínen. A kvalifikáció ezentúl egy kvalifikációs időmérőből és egy kvalifikációs futamból állt, vagyis két külön körből. A pontrendszer ezzel együtt változott, ugyanis mostantól az időmérőért nem járt pont, az éles futamokon is más sorrendben., Ezentúl a szokványos FIA pontrendszert vették alapul, ahol az első 10 helyezett részesült bajnoki egységekben 25-18-15-12-10-8-6-4-2-1 sorrendben.
Az elődöntőbe jutáson is némileg módosítottak: a negyedik és ötödik helyezett most az 1. elődöntőbe, míg a hatodik helyezett a 2. elődöntőbe jutott. Részben ez a bajnokság iránt érdeklődők és nevezési lista növekedésével volt összefüggésben. 

## Csapatok és versenyzők
A következő csapatok és versenyzők szerződtek a 2022-es bajnokságban való részvételre. Minden csapat a Spark Racing Technology által gyártott, azonos Odyssey 21 elektromos SUV-k egyikét használta, az Abt Cupra és a Chip Ganassi Racing módosított karosszériát fejlesztett ki. Minden csapat egy férfi és egy női pilótából áll, akik közös autót használnak, emellett minden vezetési feladaton közösen és egyenlően osztoznak meg.
| Csapat                               | #                  | Versenyző                 | Forduló |
| ------------------------------------ | ------------------ | ------------------------- | ------- |
| Veloce Racing                        | 5                  | Christine GZ              | 1–4     |
| Veloce Racing                        | 5                  | Hedda Hosås               | 1       |
| Veloce Racing                        | 5                  | Molly Taylor              | 5       |
| Veloce Racing                        | 5                  | Lance Woolridge           | 1–4     |
| Veloce Racing                        | 5                  | Kevin Hansen              | 5       |
| Rosberg X Racing                     | 6                  | Johan Kristoffersson      | Összes  |
| Rosberg X Racing                     | 6                  | Mikaela Åhlin-Kottulinsky | Összes  |
| JBXE                                 | 22                 | Kevin Hansen              | 1–4     |
| JBXE                                 | 22                 | Fraser McConnell          | 5       |
| JBXE                                 | 22                 | Molly Taylor              | 1       |
| JBXE                                 | 22                 | Hedda Hosås               | 2–5     |
| Genesys Andretti United Extreme E    | 23                 | Timmy Hansen              | Összes  |
| Genesys Andretti United Extreme E    | 23                 | Catie Munnings            | Összes  |
| Xite Energy Racing                   | 42                 | Oliver Bennett            | 1       |
| Xite Energy Racing                   | 42                 | Timo Scheider             | 2–4     |
| Xite Energy Racing                   | 42                 | Ezequiel Pérez Companc    | 5       |
| Xite Energy Racing                   | 42                 | Tamara Molinaro           | Összes  |
| Xite Energy Racing                   | Klara Andersson[a] |                           |         |
| Team X44 X44 Vida Carbon Racing[b]   | 44                 | Sébastien Loeb            | Összes  |
| Team X44 X44 Vida Carbon Racing[b]   | 44                 | Cristina Gutiérrez        | Összes  |
| Acciona Sainz XE Team                | 55                 | Carlos Sainz              | Összes  |
| Acciona Sainz XE Team                | 55                 | Laia Sanz                 | Összes  |
| McLaren XE Neom McLaren Extreme E[c] | 58                 | Tanner Foust              | Összes  |
| McLaren XE Neom McLaren Extreme E[c] | 58                 | Emma Gilmour              | Összes  |
| Chip Ganassi Racing[d]               | 99                 | Kyle LeDuc                | 1–4     |
| Chip Ganassi Racing[d]               | 99                 | RJ Anderson               | 5       |
| Chip Ganassi Racing[d]               | 99                 | Sara Price                | Összes  |
| Abt Cupra XE                         | 125                | Nászer el-Attija          | Összes  |
| Abt Cupra XE                         | 125                | Jutta Kleinschmidt        | 1–4     |
| Abt Cupra XE                         | 125                | Klara Andersson           | 4–5     |

A bajnokságnak voltak hivatalos tartalék versenyzői, akik egy esetleges üresedés után elfoglalták az adott helyet a csapatoknál. Minden fordulóban más-más piltót neveztek ki erre a szerepkörre. 
| Versenyző        | Forduló |
| ---------------- | ------- |
| Hedda Hosås      | 1       |
| Klara Andersson  | 2–4     |
| Christine GZ     | 5       |
| Romain Dumas     | 1       |
| Fraser McConnell | 2–4     |
| Timo Scheider    | 5       |

## Eredmények

### Összefoglaló
| Forduló | Verseny          | Időmérő 1     | Időmérő 2       | Időmérő 2       | Időmérő összetett | Elődöntő 1 | Elődöntő 2      | Őrült verseny   | Szuper Szektor | Döntő        |
| Forduló | Verseny          | Időmérő 1     | Kör 1           | Kör 2           | Időmérő összetett | Elődöntő 1 | Elődöntő 2      | Őrült verseny   | Szuper Szektor | Döntő        |
| ------- | ---------------- | ------------- | --------------- | --------------- | ----------------- | ---------- | --------------- | --------------- | -------------- | ------------ |
| 1       | Desert X-Prix    | RXR           | X44             | Andretti United | X44               | X44        | Chip Ganassi    | McLaren         | RXR            | RXR          |
| 2       | Island X-Prix I  | RXR           | RXR             | Acciona Sainz   | RXR               | RXR        | JBXE            | Chip Ganassi    | RXR            | Chip Ganassi |
| 3       | Island X-Prix II | RXR           | RXR             | Acciona Sainz   | RXR               | RXR        | X44             | Andretti United | RXR            | RXR          |
| 4       | Copper X-Prix    | RXR           | Andretti United | Acciona Sainz   | RXR               | RXR        | X44             | McLaren         | McLaren        | X44          |
| 5       | Energy X-Prix    | Acciona Sainz | Andretti United | Veloce          | Veloce            | Veloce     | Andretti United | X44             | X44            | Abt Cupra    |

### Pontrendszer
Minden fordulóban a legjobb 9 versenyző és csapat részesült pontokban mind az időmérőn, mind pedig a versenyen. A 2. fordulótól további 5 pontot kapott az az egység, amely a leggyorsabb volt a "Szuper Szektor"-ban.
| Helyezés   | 1. | 2. | 3. | 4. | 5. | 6. | 7. | 8. | 9. | 10. | SS   |
| Versenynap | 25 | 18 | 15 | 12 | 10 | 8  | 6  | 4  | 2  | 1   | 5[e] |

### Versenyzők
| Helyezés | Versenyző                                      | DES | ISL1 | ISL2 | COP | ENE | Pont |
| -------- | ---------------------------------------------- | --- | ---- | ---- | --- | --- | ---- |
| 1.       | Sébastien Loeb Cristina Gutiérrez              | 3   | 6    | 2    | 1   | 3   | 73   |
| 2.       | Johan Kristoffersson Mikaela Åhlin-Kottulinsky | 1   | 5    | 1    | 6   | 10  | 68   |
| 3.       | Carlos Sainz Laia Sanz                         | 2   | 4    | 4    | 2   | 7   | 60   |
| 4.       | Sara Price                                     | 4   | 1    | 7    | 4   | 6   | 57   |
| 5.       | Kyle LeDuc                                     | 4   | 1    | 7    | 4   |     | 55   |
| 6.       | Nászer el-Attija                               | 8   | 9    | Kiz  | 3   | 1   | 46   |
| 7.       | Tanner Foust Emma Gilmour                      | 5   | 10   | 6    | 5   | 2   | 46   |
| 8.       | Klara Andersson                                |     |      |      | 3   | 1   | 40   |
| 9.       | Timmy Hansen Catie Munnings                    | 7   | 7    | 3    | 7   | 4   | 39   |
| 10.      | Kevin Hansen                                   | 9   | 3    | 8    | 8   | 5   | 33   |
| 11.      | Tamara Molinaro                                | 6   | 2    | 10   | 9   | 8   | 32   |
| 12.      | Hedda Hosås                                    | 10  | 3    | 8    | 8   | 9   | 25   |
| 13.      | Timo Scheider                                  |     | 2    | 10   | 9   |     | 21   |
| 14.      | Molly Taylor                                   | 9   |      |      |     | 5   | 12   |
| 15.      | Oliver Bennett                                 | 6   |      |      |     |     | 8    |
| 16.      | RJ Anderson                                    |     |      |      |     | 6   | 8    |
| 17.      | Lance Woolridge                                | 10  | 8    | 9    | 10  |     | 8    |
| 18.      | Christine GZ                                   | Vi  | 8    | 9    | 10  |     | 7    |
| 19.      | Jutta Kleinschmidt                             | 8   | 9    | Kiz  | Vi  |     | 6    |
| 20.      | Ezequiel Pérez Companc                         |     |      |      |     | 8   | 4    |
| 21.      | Fraser McConnell                               |     |      |      |     | 9   | 2    |
| Helyezés | Versenyző                                      | DES | ISL1 | ISL2 | COP | ENE | Pont |

| Szín   | Eredmény                |
| ------ | ----------------------- |
| Arany  | Győztes                 |
| Ezüst  | 2. helyezett            |
| Bronz  | 3. helyezett            |
| Zöld   | Pontot szerzett         |
| Fekete | Diszkvalifikálták (Kiz) |
| Fehér  | Nem indult (Ni)         |
| Fehér  | Visszalépett (Vi)       |
| Fehér  | Verseny törölve (T)     |

### Csapatok
| Helyezés | Csapat                                                | DES | ISL1 | ISL2 | COP | ENE | Pont |
| -------- | ----------------------------------------------------- | --- | ---- | ---- | --- | --- | ---- |
| 1.       | Lewis Hamilton X44 Vida Carbon Racing                 | 3   | 6    | 2    | 1   | 3*  | 86   |
| 2.       | Rosberg X Racing                                      | 1*  | 5*   | 1*   | 6   | 10  | 84   |
| 3.       | Acciona Sainz XE Team                                 | 2   | 4    | 4    | 2   | 7   | 66   |
| 4.       | Chip Ganassi Racing GMC Hummer EV Chip Ganassi Racing | 4   | 1    | 7    | 4   | 6   | 63   |
| 5.       | McLaren XE Neom McLaren Extreme E                     | 5   | 10   | 6    | 5*  | 2   | 52   |
| 6.       | Abt Cupra XE                                          | 8   | 9    | Kiz  | 3   | 1   | 46   |
| 7.       | Genesys Andretti United XE                            | 7   | 7    | 3    | 7   | 4   | 45   |
| 8.       | Xite Energy Racing                                    | 6   | 2    | 10   | 9   | 8   | 33   |
| 9.       | JBXE                                                  | 9   | 3    | 8    | 8   | 9   | 27   |
| 10.      | Veloce Racing                                         | 10  | 8    | 9    | 10  | 5   | 18   |
| Helyezés | Csapat                                                | DES | ISL1 | ISL2 | COP | ENE | Pont |